# Aristoloche pistoloche
Aristolochia pistolochia
Espèce
Classification phylogénétique
L'Aristoloche pistoloche (Aristolochia pistolochia) est une espèce de plantes à fleurs du genre Aristolochia et de la famille des Aristolochiaceae. C'est une petite plante herbacée méditerranéenne. Elle pousse sur les sols rocheux, surtout calcaires, et se reconnaît à ses curieuses fleurs marron, très sombres, portant une langue très développée.

## Description
La floraison a lieu de mars à juillet.

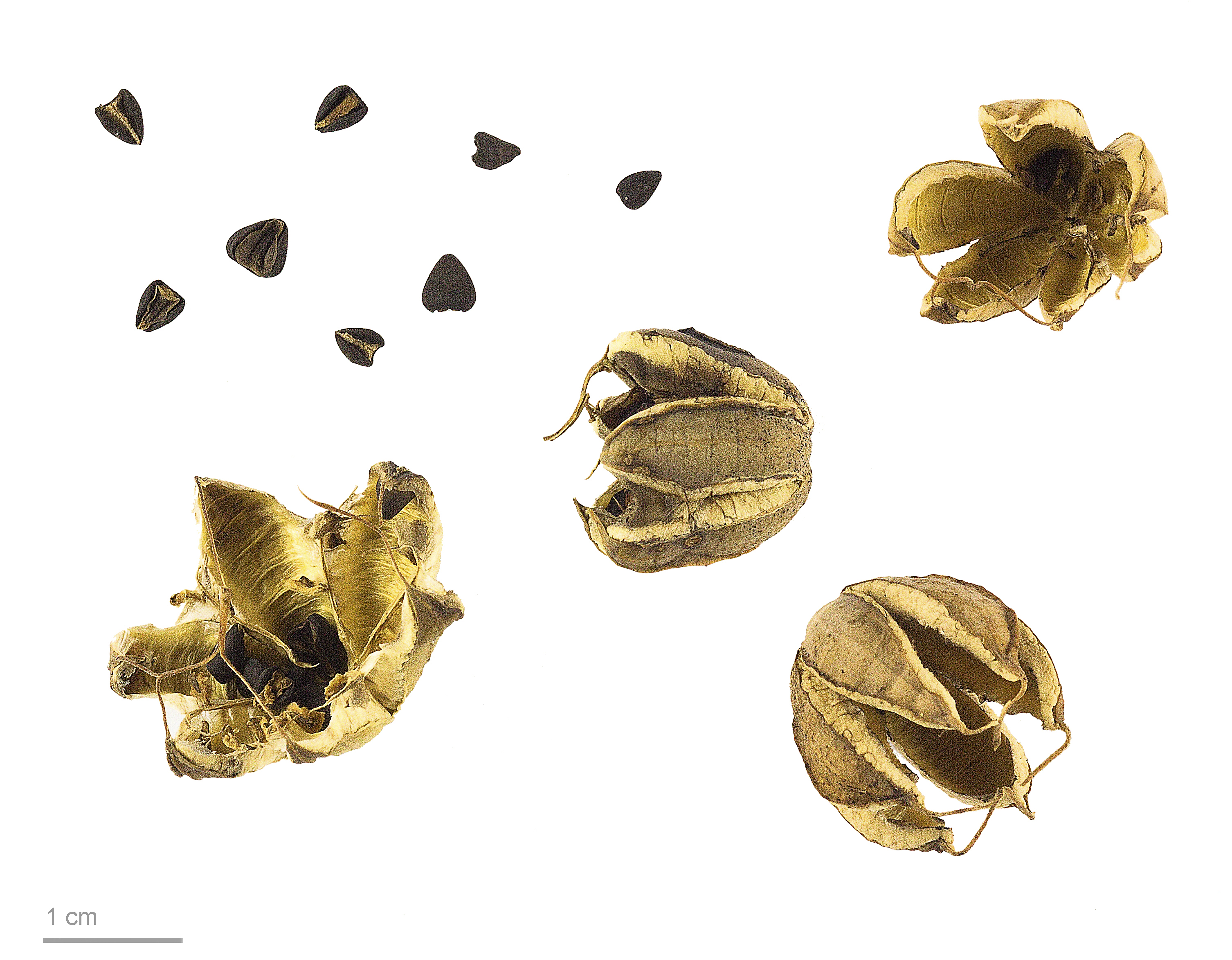
Aristolochia pistolochia au Muséum d'histoire naturelle de Toulouse.

## Distribution
L'espèce est présente dans tout l'ouest du bassin méditerranéen, y compris le nord de l'Afrique, la Sardaigne et la Corse.

## Usages et propriétés
Ce serait la plante nommée Petite aristoloche dont les racines était un des multiples constituants de la thériaque de la pharmacopée maritime occidentale au XVIIIe siècle ; en poudre, elle entrait dans la composition de l'opiat antiscorbutique.

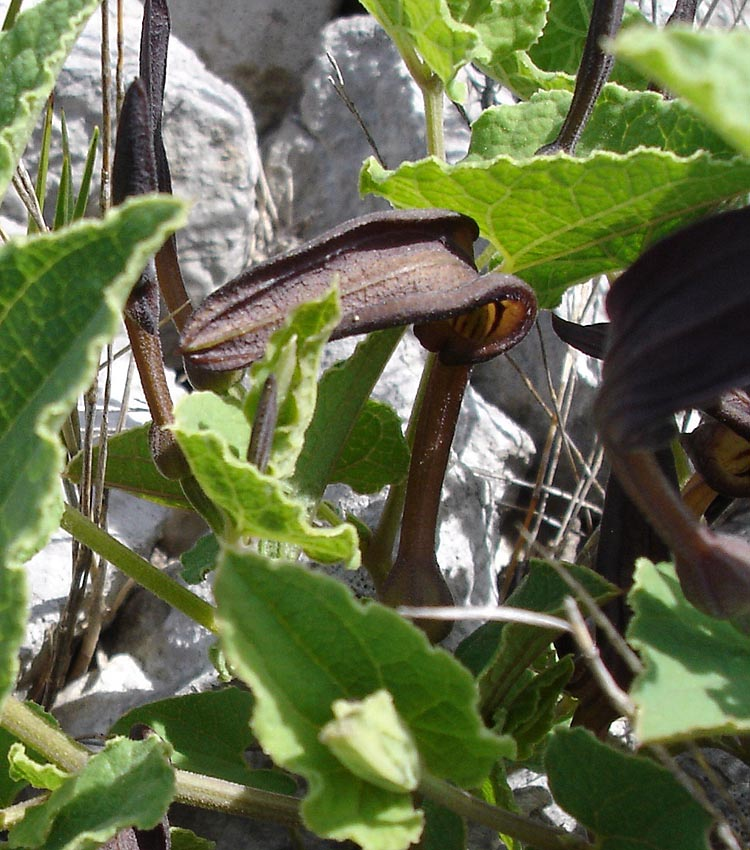
Détail d'une fleur.